# Зняття вершків
Зняття вершків — це принизлива концептуальна метафора, що використовується для посилання на ділову практику компанії, яка надає товар або послугу лише заможним або бідним споживачам цього продукту чи послуги, не враховуючи клієнтів, які є менш вигідними для компанії.

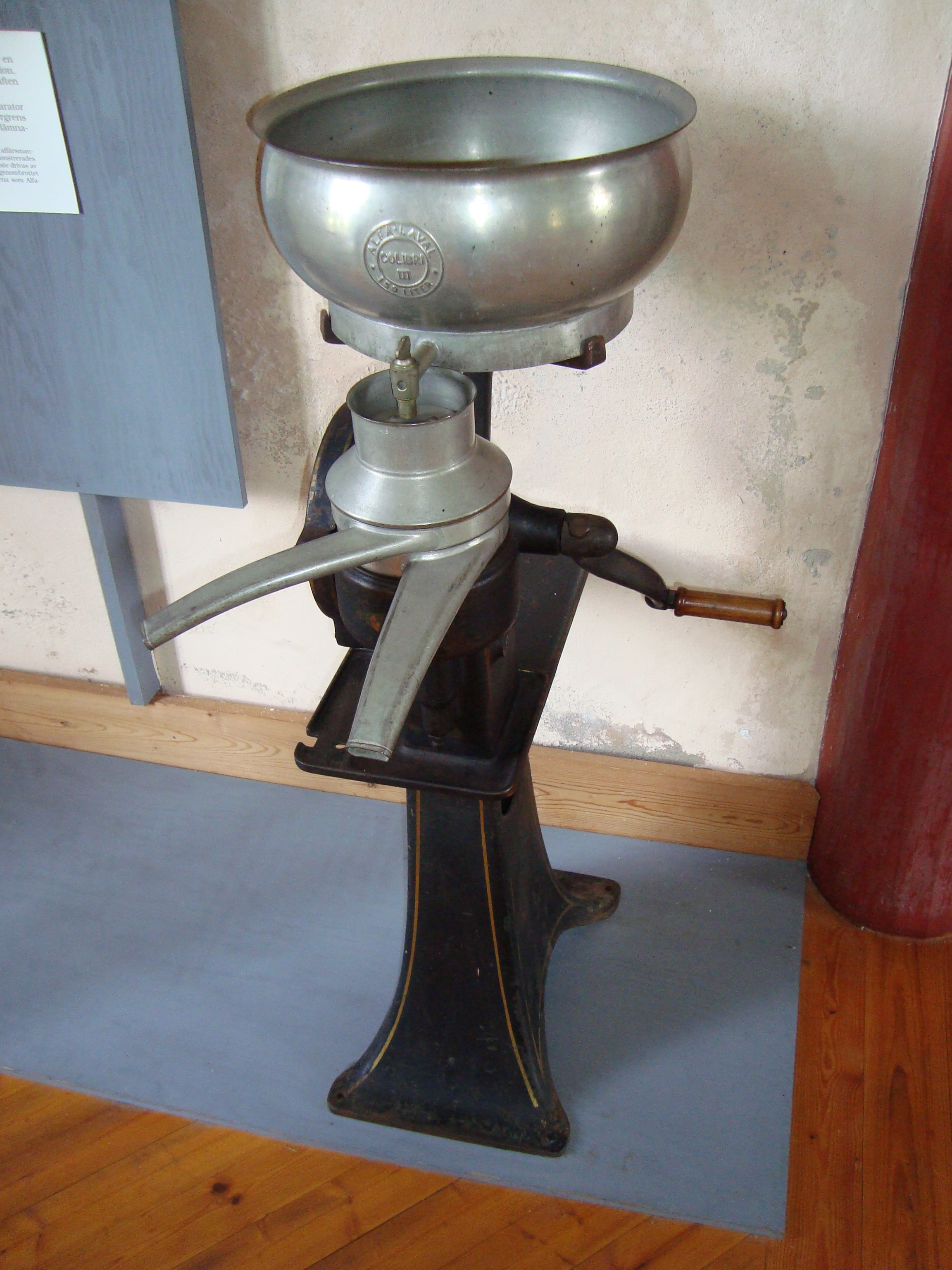
Сепаратор вершків, який використовує ручну відцентрову силу для відділення вершків від молока.

Цей термін походить від практики видобування вершків зі свіжого молока на молочній фермі, коли сепаратор витягує вершки (які легші та плавають) з молока. Таким чином вершки відокремлюють від свіжого молока.
Ідея концепції зняття вершків у бізнесі полягає в тому, що "вершки" — заможні або бідні споживачі, яких бізнесу вигідніше обслуговувати — захоплені деякими постачальниками (як правило, стягуючи менше, ніж попередні, але як і раніше отримуючи прибуток), залишаючи більш дорогим або складнішим для обслуговування клієнтів взагалі без бажаного продукту чи послуги або "скидаючи" їх на якогось постачальника за замовчуванням, у якого залишається менше клієнтів вищої вартості, які в деяких випадках забезпечили додатковий дохід для субсидування або зменшення витрат на обслуговування споживачів із більшою вартістю. Втрата споживачів із вищою вартістю може фактично вимагати від постачальника, якого залишили з менш зручними клієнтами, підвищення цін для покриття втраченого доходу, що погіршує ситуацію.
Незалежно від того, чи з’являються негативні наслідки від зняття вершків та чи виникають вони лише за обмежених обставин — це питання судження та дискусії.